# Zoologická zahrada

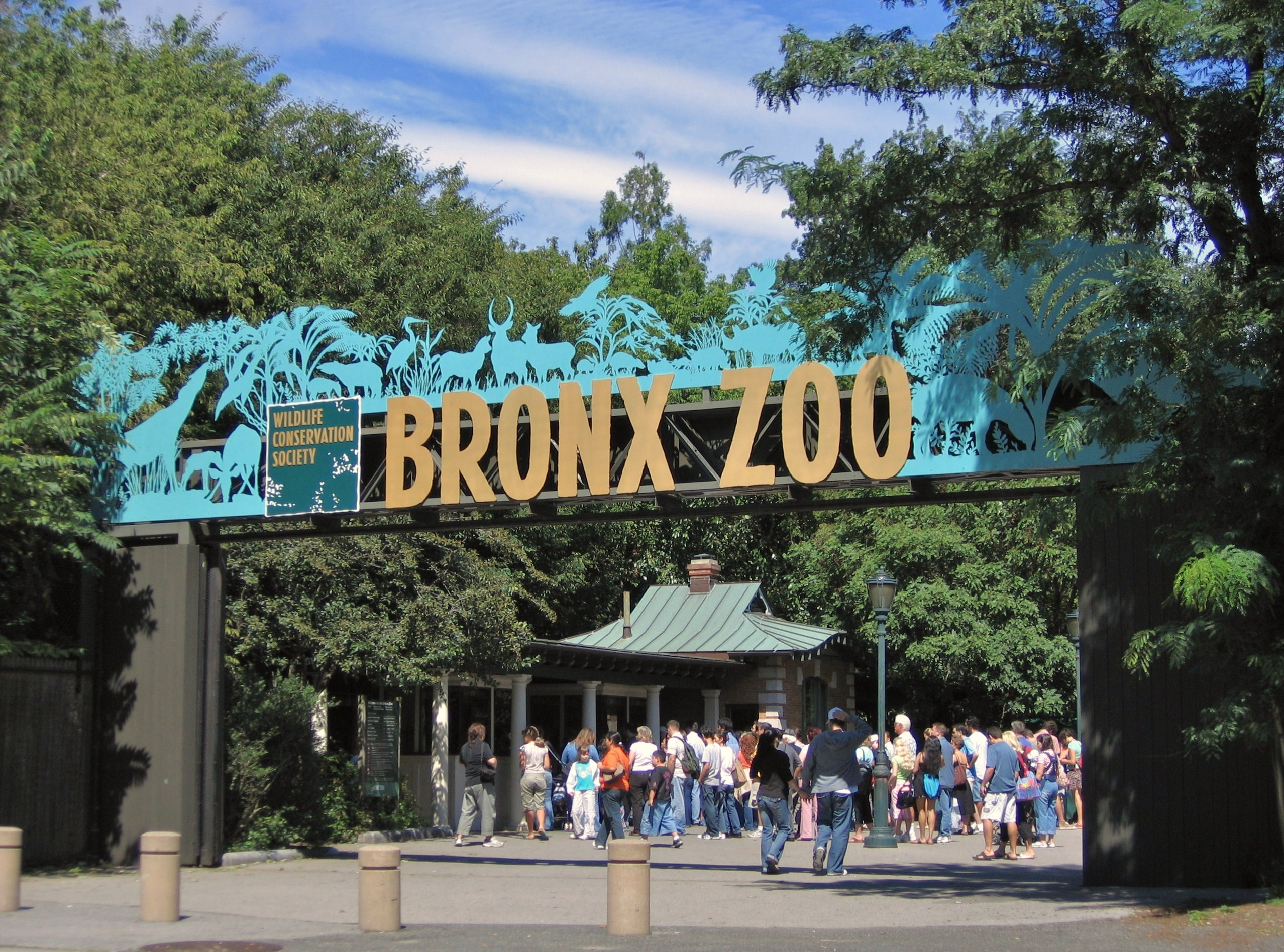
Jedna z nejznámějších amerických zoo v newyorském Bronxu

Zoologická zahrada (zkráceně zoo) je ochranářské, zábavní, vědecké, rekreační a osvětové zařízení určené k chovu zvířat, zvláště ohrožených druhů, pokud možno v podmínkách co nejbližších přirozenému životu druhu v přírodě, přičemž žádný z výše jmenovaných významů není prioritní, ale naopak spolu vzájemně úzce souvisí. Díky existenci zoologických zahrad se podařilo zachránit již řadu vymírajících druhů (např. zubr, kůň Převalského, berneška havajská, bažant mandžuský, aligátor čínský).

## Historie

### Starověk

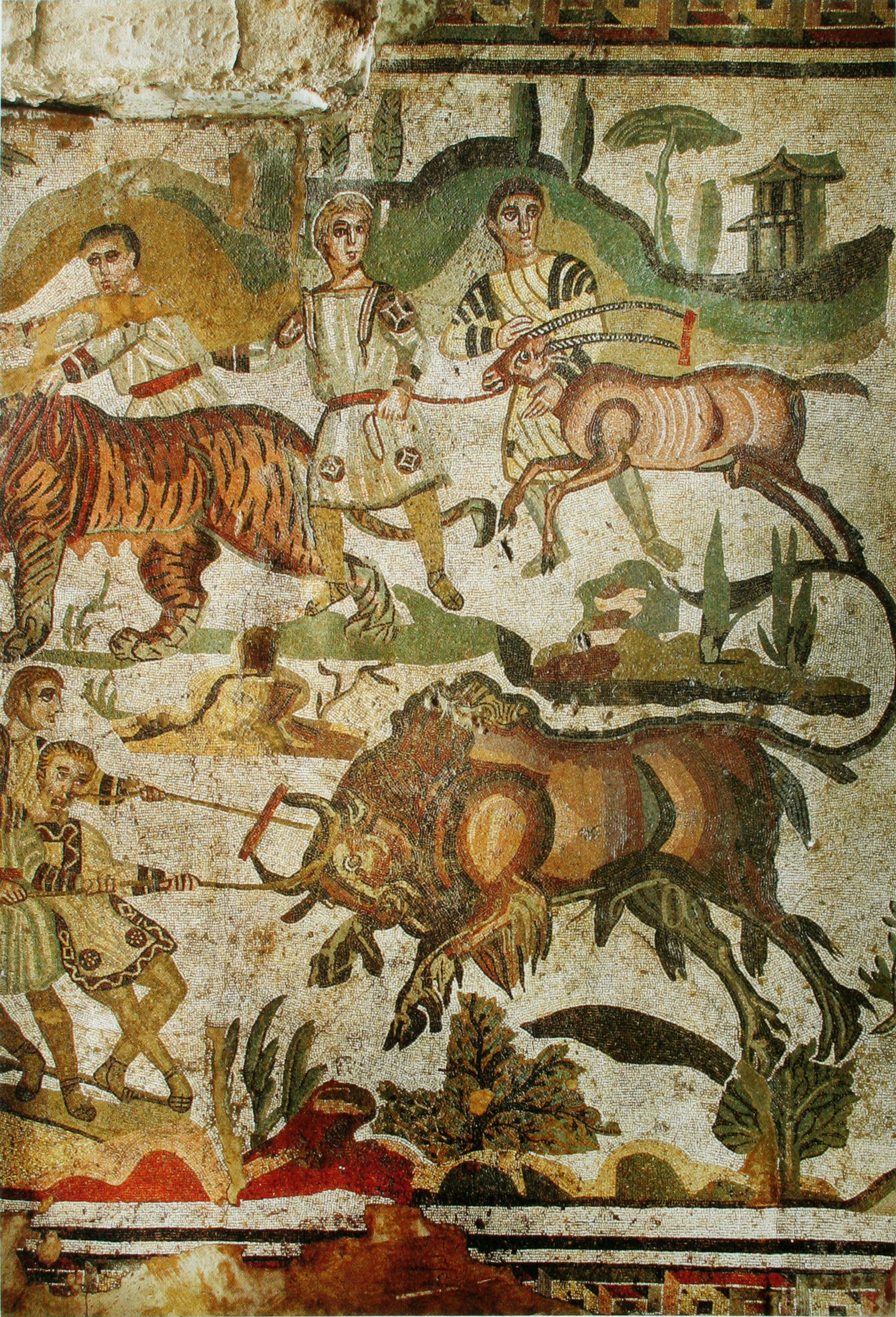
Římská mozaika ze 3. stol., zobrazující odchyt a přepravu divokých zvířat

Chov divokých zvířat v zajetí je historicky doložen již z období starověku. Zvířata byla chována pro užitek, k náboženským účelům, ale také z důvodů mocenské reprezentace a předvádění. Právě tato poslední motivace předznamenala vznik pozdějších zoologických zahrad. Nejstarší doklady pocházejí z Egypta, kde byla některá zvířata chována v chrámových či palácových zahradách už v období Staré říše, např. ve městě Nechen již v 1. polovině 4. tis. př. n. l. Později, ve 2. tis. př. n. l. byla zvířata chována i v jiných městech, např. ve Vesetu. Někteří faraoni, např. Hatšepsut nebo Thutmose III. dováželi divoká zvířata ze země Penet na východě Afriky. K chovaným druhům patřily opice, zejména pavián pláštíkový, krokodýli, antilopy, pštrosi nebo kočkovité šelmy. Často se jednalo zároveň o zvířata uctívaná ve staroegyptském náboženství a jejich chov měl i kultickou funkci, např. v případě krokodýlů, býků, adaxů, ibisů či jiných ptáků. O málo později je chov divokých zvířat doložen také v Mezopotámii, zejména ve středoasyrské a novobabylónské říši. Asyrští králové Tiglatpilesar III., Aššurnasirpal II. Sinacherib či Aššurbanipal chovali ve svých palácích lvy, levharty, velbloudy, kozorožce, slony a jiná zvířata, která byla vystavována a v některých případech předváděna poddaným. Z doby krále Aššurnasirpala II. pochází tento nápis: „Všechna kolik jen jich je, zvířata nížin i hor, jsem přivedl a shromáždil v hlavním městě, abych je ukázal svým poddaným.“
Zvířata chovali ve svých palácích také féničtí či izraelští panovníci, např. Šalomoun podle první knihy královské choval ve svém paláci v Jeruzalémě pávy a opice. Perští králové z dynastie Achajmenovců chovali ve svých palácích lvy, kterým někdy předhazovali zločince odsouzené k smrti, což dokládá biblická kniha Daniel. Méně zpráv máme o chovu zvířat v antickém Řecku, ve 4. stol. existovala zoologická zahrada v makedonské Pelle, založená Alexandrem Velikým, zde prováděl výzkumy Aristotelés. Ve starověkém Římě se divoká zvířata, zejména používala ke krutým gladiátorským zápasům. V aréně byla zvířata zabíjena speciálně vycvičenými gladiátory – venatiory, štvána proti sobě navzájem nebo jim byli předhazováni odsouzenci. Tato forma popravy se v římském právu označovala jako ad bestias. Zvířata byla do Říma dovážena z Afriky, Asie i severní Evropy, jednalo se hlavně o lvy, tygry, levharty, medvědy, ale také krokodýly, slony, nosorožce, pratury, divoká prasata či zubry. V císařském období byla dovážena i neškodná zvířata, například žirafy, pštrosi, mufloni, jeleni, tuleni či antilopy, které venatioři zabíjeli pro pobavení publika. Dovoz zvířat postupem času dosáhl nestvůrných rozměrů, např. za vlády císaře Trajána bylo zabito v arénách víc než 11 000 různých zvířat. Zápasy se zvířaty neskončily ani po nástupu křesťanství, ukončil je v 6. stol. ostrogótský král Theoderich. V Byzanci zanikly až po roce 680 n. l.
Od nejstarších dob byla divoká zvířata chována také ve starověké Indii a Číně, často jako součást palácových zahrad. Již ve 12. století př. n. l. zřídila královna Ta-ťi z dynastie Šang u města An-jang palác Lu tchaj „Jelení terasový pavilon“, kde byli chováni jeleni i jiná zvířata. Jen o málo později zřídil v dnešní provincii Šen-si zakladatel dynastie Čou, král Wen park o rozloze 6,1 km² zvaný „Zahrada moudrosti“ (Č’-chuej č’ jüan), dnes „Posvátná zahrada“ (Ling-ju), kde byli chováni jeřábi, bažanti a jeleni. Zahradu s divokými zvířaty měl u hlavního města Sien-jang také první čínský císař Čchin Š’-chuang-ti. Podle svědectví básníka S’-ma Siang-žua zde žili různí ptáci, jeleni milu, pandy velké, opice, poletuchy, nosorožci, divocí koně, kiangové, jaci i sloni, v klecích byli chováni tygři, lvi a „draci“, zřejmě krokodýli. Byla tu i jezírka s chovem želv a okrasných ryb, včetně závojnatek a koi kaprů. Zvěřinec existoval nejméně 240 let. Pozdější čínští císařové vlastnili lovecký park Nan-jüan či Nan-chaj-c’ nedaleko Pekingu, kde byli chováni zejména jeleni milu. Další park Si-č’-men určený pro císařskou rodinu byl vybaven zmenšenými jezírky, potůčky s vodopády, kopečky a stromy, kde žila ochočená zvěř a ptáci. Roku 1906 byl tento park otevřen veřejnosti a stal se tak první veřejně přístupnou zoologickou zahradu v Číně. V Indii existovaly zahrady se zvířaty za vlády dynastie Maurjů ve 3. stol. př. n. l. Byli v nich chováni jeleni, antilopy, ptáci, ale také tygři. Později, za vlády dynastie Guptovců, se dochovaly zprávy o chovu ptáků, jimž byla v palácích vyhrazena celá nádvoří. Například v divadelní hře Hliněný vozíček je popsána voliéra, kde byli chováni jeřábi, pávi, koroptve, holubi, loskutáci, papoušci i labutě. Odděleně chovali dravce k sokolnickým účelům.
Rovněž v Americe se objevovaly panovnické zvěřince. Mayští a toltéčtí panovníci chovali především posvátná zvířata ke kultickým účelům, patřili k nim jaguáři, hadi i draví ptáci. Nejvíce informací se vztahuje ke zvěřinci aztéckých panovníků. Ti měli u svého paláce v Tenochtitlánu zahradu s rybníky, kde žili krocani, křepelové a mnoho různých druhů vodních ptáků, zatímco dravci, papoušci, kvesalové a další druhy ptáků byly chovány v dřevěných voliérách v budově zvané Totocalli „ptačí dům“. Ptáci v zajetí hnízdili, byli pečlivě krmeni a jejich peří se využívalo při výrobě uměleckých předmětů. Naproti stála druhá budova Tecuancalli „dům šelem“, kde byli chováni jaguáři, pumy, kojoti, kajmani, leguáni a hadi, ale také sbírka albínů, hrbáčů, trpaslíků a dalších tělesně postižených lidí. O zvířata i lidské kuriozity se staralo více než šest set ošetřovatelů.

### Středověk a raný novověk
Ve středověké Evropě byl známým chovatelem zvířat Karel Veliký. Na svém dvoře v Cáchách choval velbloudy jednohrbé, lvy, ptáky i slona indického jménem Abbás, který zde žil 8 let. Zvířata tehdy chovali také muslimští chalífové a sultáni, jimž za vlády Abbásovců patřil velký zvěřinec v mezopotámském městě Samarra. Své zvěřince měli také čínští a japonští císařové. Ti dávali přednost spíš chovu jelenů a okrasných ptáků, v parku čínských císařů byli chováni jeleni milu i poté, co byl tento druh vyhuben v přírodě. Počátkem 15. století byla do Číny admirálem Čeng Che dovezena první žirafa.
V Evropě chovali od 11. století zejména dravé ptáky, medvědy a lvy angličtí, francouzští i římskoněmečtí panovníci, ale také papežové. Známými milovníky zvířat byli angličtí králové Vilém Dobyvatel, Jindřich III. či Eduard II. Ve 13. století choval Fridrich II. Sicilský ve zvěřincích v Luceře a Palermu např. velbloudy, slony, žirafu nebo ledního medvěda. Když se roku 1234 císař vypravil do Německa potrestat odbojného syna Jindřicha, nechal za sebou ve slavnostním průvodu německými městy vést zvěřinec včetně žirafy.
Zejména lvy chovali také čeští králové. První zmínka o lvech v Praze je z roku 1280, kdy benátský dóže upomíná královnu Kunhutu o zaplacení dvou lvů. Chov lvů rozšířili Karel IV. a zvláště Václav IV., který choval kočkovité šelmy, medvědy i dravé ptáky. Vladislav II. Jagellonský choval kolem roku 1500 bílého kakadu, kterého dostal darem od své manželky královny Anny. O století později, za vlády Ferdinanda I., byl vystavěn Lví dvůr a v oborách na místě dnešní Stromovky či Jeleního příkopu byli chováni různí kopytníci či exotičtí ptáci. Ferdinand Tyrolský a Rudolf II. zvěřinec dále rozšiřovali, za Rudolfa II. v něm byly chovány i opice a údajně i dronte mauricijský. Zvěřinec pražského hradu přežil třicetiletou válku a zanikl až v průběhu 18. stol., za vlády Marie Terezie, přibližně v téže době, kdy byla založena menažerie (pozdější zoo) ve vídeňském Schönbrunnu.
V 16. a 17. století byla do Evropy v souvislosti se zámořskými plavbami dovážena zvířata z Asie, Afriky i Ameriky. Zvěřince byly nezbytnou součástí panovnických zahrad v celé Evropě od Moskvy po Edinburgh a Lisabon. Chovali se zvláště lvi a tygři, medvědi nebo sloni. Ve zvěřincích byly předváděny i souboje zvířat, zejména lvů a medvědů s velkými psy, ale také např. slona s tygrem (poč. 18. stol. v Paříži) či nosorožcem (v 16. stol. v Lisabonu). Zápasy většinou nekončily zabitím zvířat, zejména z důvodu jejich vysoké ceny a obtížné dostupnosti. Sloni či medvědi také defilovali před panovníkem nebo předváděli různé kousky, právě proto se ubikace zvěřinců nazývaly zwingery (od něm. slovesa zwingen – „nutit“). Zvířecí zápasy zakázala na území Habsburské monarchie až Marie Terezie roku 1752, např. ve Španělsku či Rusku ale tato tradice přežila až do počátku 19. století.
Dovážely se také opice, papoušci a další zvířata. V průběhu 16. stol. byl do Lisabonu dovezen nosorožec indický a dva sloni, do Neapole zebra, do Ferrary tygr, do Florencie krokodýl, žirafa a slon africký, do Pisy čínští bažanti. Ve Vídni žil v 2. pol 16. století jeden slon indický více než 20 let. Někteří panovníci, jako např. Jindřich IV. Navarrský nebo habsburský císař Leopold I. v tomto období chovali gepardy, které používali k lovu. Na konci 15. století je poprvé doložen termín Tiergarten, používaný pro zoo i v současné němčině, a to pro zvěřinec hrabat württemberských ve Stuttgartu.

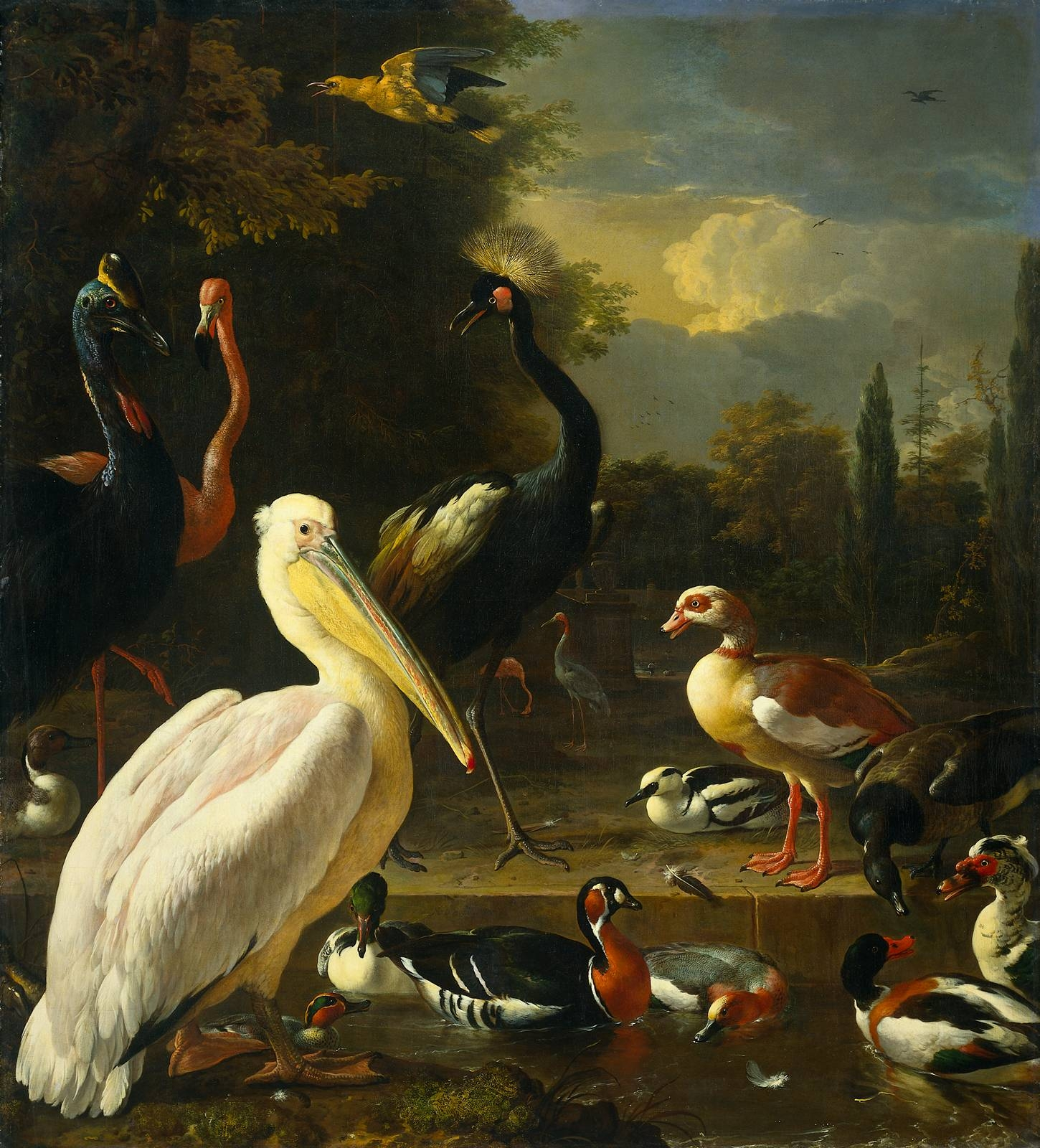
Vodní ptáci a kasuár v menažerii Viléma Oranžského v nizozemském Het Loo, obraz Melchiora d'Hondecoetera asi 1680.

Podle vzoru panovníků budovali zvěřince na svých sídlech bohatí šlechtici. Obyvateli hradních příkopů byli zejména medvědi. Koncem 15. století choval jihočeský magnát Půta Švihovský z Rýznburka na hradě Rabí opici, snad paviána. Od 16. století nastal rozvoj budování obor, bažantnic a zámeckých parků, kde byli chováni bažanti, pávi, okrasné kachny a husy, různí jeleni nebo cizokrajná plemena domácích zvířat. Tato zařízení, určená k chovu okrasných i užitkových zvířat, se označovala francouzským termínem la ménagerie „hospodářství“. Kromě šlechticů je zřizovaly také kláštery, zejména ve Francii a tehdejším Burgundsku.
Většina panovnických zvěřinců ve středověku a raném novověku nebyla přístupná veřejnosti. Výjimkou byl zvěřinec v londýnském Toweru, založený roku 1204 a od konce 16. stol. přístupný veřejnosti, v 17. století jej mohl navštívit každý, kdo s sebou přinesl slepici, psa nebo jiné zvíře jako krmení pro šelmy. Veřejnosti byla zvířata předváděna v kočovných zvěřincích a od 2. pol. 18. století také v cirkusech. Tato zařízení měla zábavní a komerční charakter, předváděla nejen exotická zvířata, ale také různé kuriozity, abnormality a zrůdy, jako např. srostlé jedince domácích zvířat, zvířata s nadbytečnými končetinami, též trpaslíky a jinak postižené lidi. Výklad byl barvitý, doprovázený skandálními podrobnostmi, zvěřince předváděly lidožravé tygry, třistaleté krokodýly, dvacetimetrové hroznýše, mumifikované mořské panny, neškodní kaloni byli vydáváni za upíry atd. Životní podmínky zvířat v těchto zařízeních byly otřesné, zvířata byla chována v malých pojízdných klecích nebo pouze přivázaná na řetěze a neodborně krmena různými zbytky a odpadky jídla. Totéž platí i o medvědářích, kteří od středověku až do 20. stol. předváděli ochočené „tancující“ medvědy a někdy i jiná zvířata, jako např. opice či velbloudy. V současné době se s nimi můžeme setkat v jihovýchodní Evropě nebo Indii. Jejich medvědi jsou obvykle ve špatném zdravotním stavu, metody drezury jsou velmi tvrdé, často za hranicemi týrání.

### Vznik moderních zoo
Za první skutečnou zoologickou zahradu je odborníky považována zoo ve vídeňském Schönbrunnu otevřená v roce 1752. Až do 19. stol. však byla určená především pro členy habsburského dvora. Naproti tomu zoo v Paříži, zřízená rozhodnutím Konventu roku 1789 v prostorách botanické zahrady Jardin des plantes, kam byla přivezena zvířata z královského zvěřince ve Versailles, byla určena primárně pro veřejnost a pro vědecký výzkum.
Termín zoologická zahrada byl poprvé použit pro londýnskou zoo, založenou v Regent's Parku roku 1828 a populární zkratka ZOO o dva roky později v Dublinu.

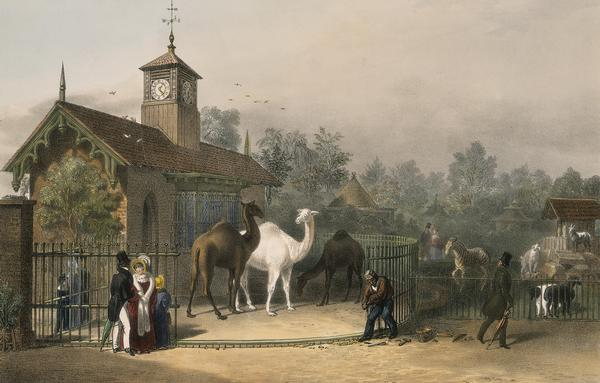
Londýnská zoo nedlouho po svém otevření v roce 1835

Mnoho zoologických zahrad bylo v 19. století založeno buďto pod patronátem bohatých mecenášů, spolky nadšenců a milovníků zvířat, nebo obchodníky a hostinskými z reklamních důvodů. Např. zřízení zoo ve Frankfurtu nad Mohanem sponzoroval filozof Arthur Schopenhauer, zahradu v Drážďanech založil spolek chovatelů drůbeže, zoo v Norimberku vznikla jako reklama při jednom hostinci atd. Pouze výjimečně byly zoologické zahrady zakládány vědci jako odborné instituce nebo na náklady státu.
Zvláštním fenoménem byly v 19. stol. aklimatizační zahrady, v nichž se prováděly pokusy s aklimatizací cizokrajných, zejména tropických živočichů na evropské klima. Některé z nich se podobaly oborám nebo pozdějším safari parkům, neboť v nich byla zvířata, zvláště kopytníci, ale také např. pštrosi či klokani, chována volně, v přirozených skupinách. Vynikající úroveň měla např. zahrada hraběte z Derby v Knowsley u Liverpoolu nebo park vévody z Bedfordu Woburn Abbey, který sehrál významnou roli při záchraně jelenů milu.
Podmínky chovu zvířat v prvních zoo se moc neodlišovaly od zvěřinců. Zvířata byla chována v klecích nebo úzkých výbězích zvaných zwingery. Ubikace byly řazeny systematicky, bez ohledu na požadavky na životní prostředí, někdy i ve dvou patrech nad sebou. Od poloviny 19. stol. se rozšířila móda chovu zvířat v ubikacích napodobujících exotické budovy, např. sloni byli chováni v indických pagodách, velbloudi v mešitách, žirafy ve staroegyptských chrámech atd. Podobné budovy lze dodnes vidět např. v zoo v Antverpách, Wroclawi či v Lipsku. I v dnešních zoo někdy bývají např. výběhy bizonů vyzdobeny indiánskými totemy, budují se různé africké vesničky či japonské zahrady, atraktivní zejména pro děti. Jde však spíš o dekorace než zařízení určená přímo k chovu zvířat. V 19. a počátkem 20. stol. bývali jako atrakce vystavováni také domorodci z Afriky, Latinské Ameriky či Tichomoří, často i s ukázkami folklóru a tradičního způsobu života.
Vzácná a exotická zvířata se těšila mimořádné přízni veřejnosti. Úplnou senzaci vyvolala žirafa jménem Zarafa, jíž věnoval roku 1827 egyptský místokrál Muhammad Alí francouzskému králi Karlu X. Vlna obdivu a nadšení ze žirafy se tehdy odrazila ve výtvarném umění, v hudbě a dokonce i v dámské módě. Podobně slavný byl hroch Obaysch, dovezený roku 1850 do Londýna a obdivovaný královnou Viktorií.

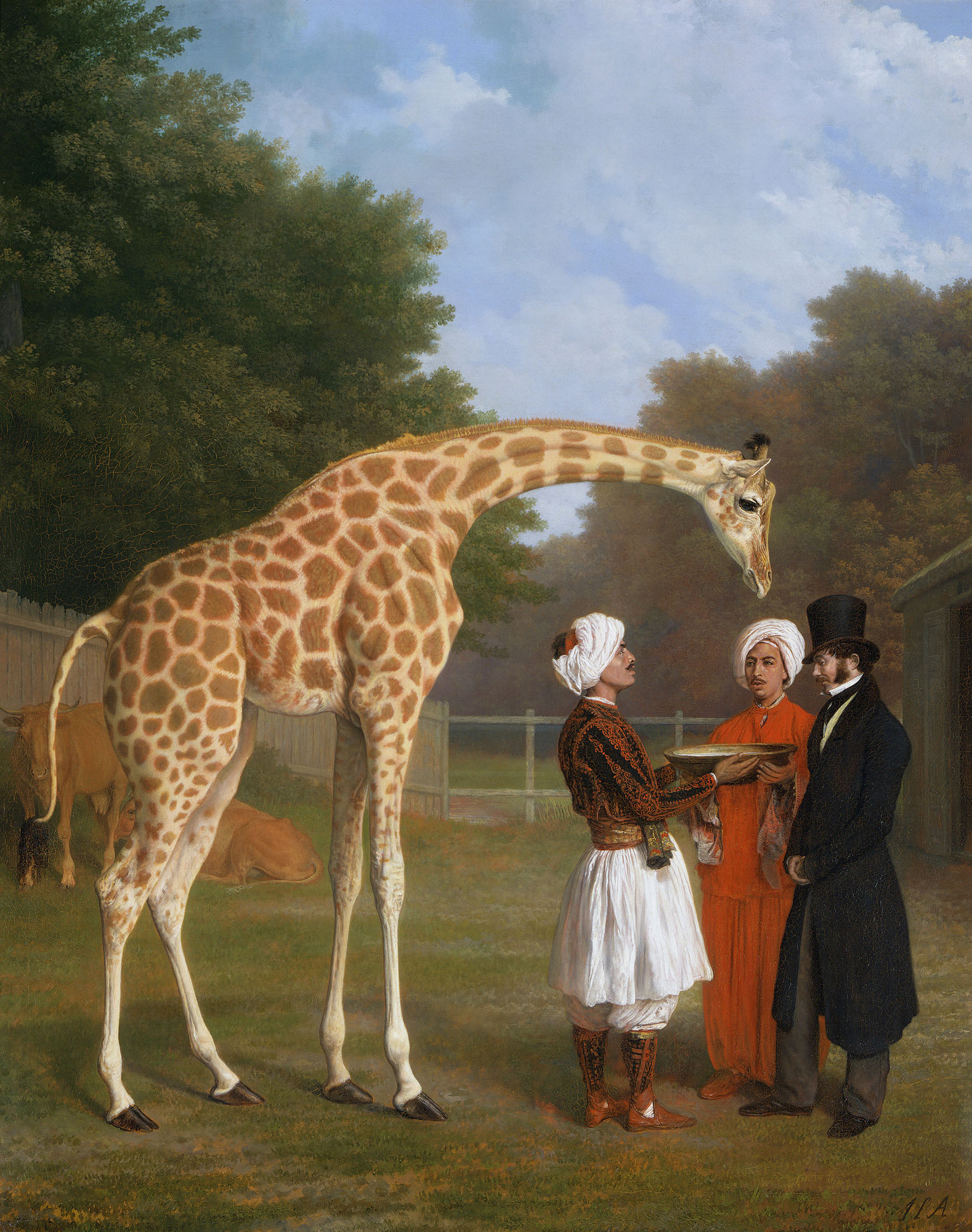
Žirafa na obraze Jacquese Louise Agasse, 1827.

Na přelomu 19. a 20. století byly v Evropě, často jako koloniální výstava, populární lidské zoo.

### Zoologické zahrady ve 20. století
Revoluční změnu v koncepci zoologických zahrad zavedl Karl Hagenbeck, obchodník s exotickými zvířaty a jejich milovník. Ten při zakládání nové zoologické zahrady ve Stellingenu u Hamburku v roce 1907 započal s chovem zvířat ve volných výbězích, ohrazených pouze příkopy, výstavbou umělých skal pro medvědy, kozorožce či paviány a budováním velkých voliér pro ptáky. Tento trend je v různých obměnách využíván v zoologických zahradách dodnes. Hagenbeck inicioval výstavbu podobných výběhů i v jiných zoologických zahradách, např. v Římě či v Budapešti. V Zoo Praha je památkou na Hagenbecka výběh pand červených umístěný naproti hlavnímu vchodu, původně určený pro vlky.
Od poloviny 20. stol. začaly být v západní Evropě i USA zřizovány safari parky, chovající zvířata ve velkých společných výbězích, nabízející návštěvníkům bezprostřední kontakt se zvířaty. Návštěvníci mohou přes prostor safari projíždět buďto svými vlastními automobily nebo specializovaným dopravním prostředkem (autobus, vláček). Vzhledem k tomu, že hluk automobilových motorů a výfukové plyny poškozují zdraví zvířat, ale také z bezpečnostního hlediska, je výhodnější využití specializovaných vozidel. Zvlášť dobře se osvědčují elektromobily. Obdobným trendem jsou průchozí expozice, zejména ptáků. V nich mohou návštěvníci procházet přímo prostorem výběhu nebo voliéry. Průchozí expozice jsou sice atraktivní, ale zároveň riskantní z hlediska bezpečnosti návštěvníků i chovaných zvířat. Nelze v nich chovat silná a nebezpečná zvířata, uplatňují se zde proto hlavně ptáci, ze savců např. klokani, hlodavci (mara stepní, psoun prériový), letouni (noční pavilony netopýrů a kaloňů) nebo drobné šelmy (mangusty, surikaty). Někdy se do podobných ubikací umisťují i opice či lemuři, což je ale spojeno s řadou rizik (nebezpečí pokousání, škodlivé přikrmování „žebrajících“ opic, krádeže předmětů). Z důvodů ochrany chovaných zvířat před týráním, krádeží (např. v případě papoušků, hlodavců, želv) či nepovoleným krmením ze strany návštěvníků je vhodné, aby byly průchozí expozice opatřeny dozorem nebo alespoň monitorovány kamerou.
Změnilo se i poslání zoologických zahrad. Namísto vystavování jednotlivých zvířat se snaží zoologické zahrady prezentovat celé skupiny živočichů v ubikacích, napodobujících jejich přirozené prostředí. Vedle zábavní a vzdělávací funkce zahrad je kladen důraz i na vědecký výzkum a záchranu ohrožených druhů živočichů. Mezi hlavní cíle moderních zoologických zahrad patří chov a rozmnožování ohrožených druhů živočíchů a programy na jejich zpětné vysazování do přírody. Významným propagátorem této úlohy zoo byl Gerald Durrell, v Česku Josef Vágner, Zdeněk Veselovský. Mezi hlavní úspěchy zoologických zahrad patří záchrana druhů živočichů, vyhubených v přírodě, jež se podařilo zachránit jen díky chovu v zajetí. Patří k nim např. kůň Převalského, zubr, jelen milu, přímorožec arabský a šavlorohý, z ptáků berneška havajská, bažant mandžuský, ibis skalní nebo hrdlička sokorská. Samozřejmostí je vedení plemenných knih ohrožených druhů. Zahrady ovšem nadále slouží i ke vzdělávacím, výzkumným, rekreačním a estetickým účelům.

## Zoologické zahrady v Česku

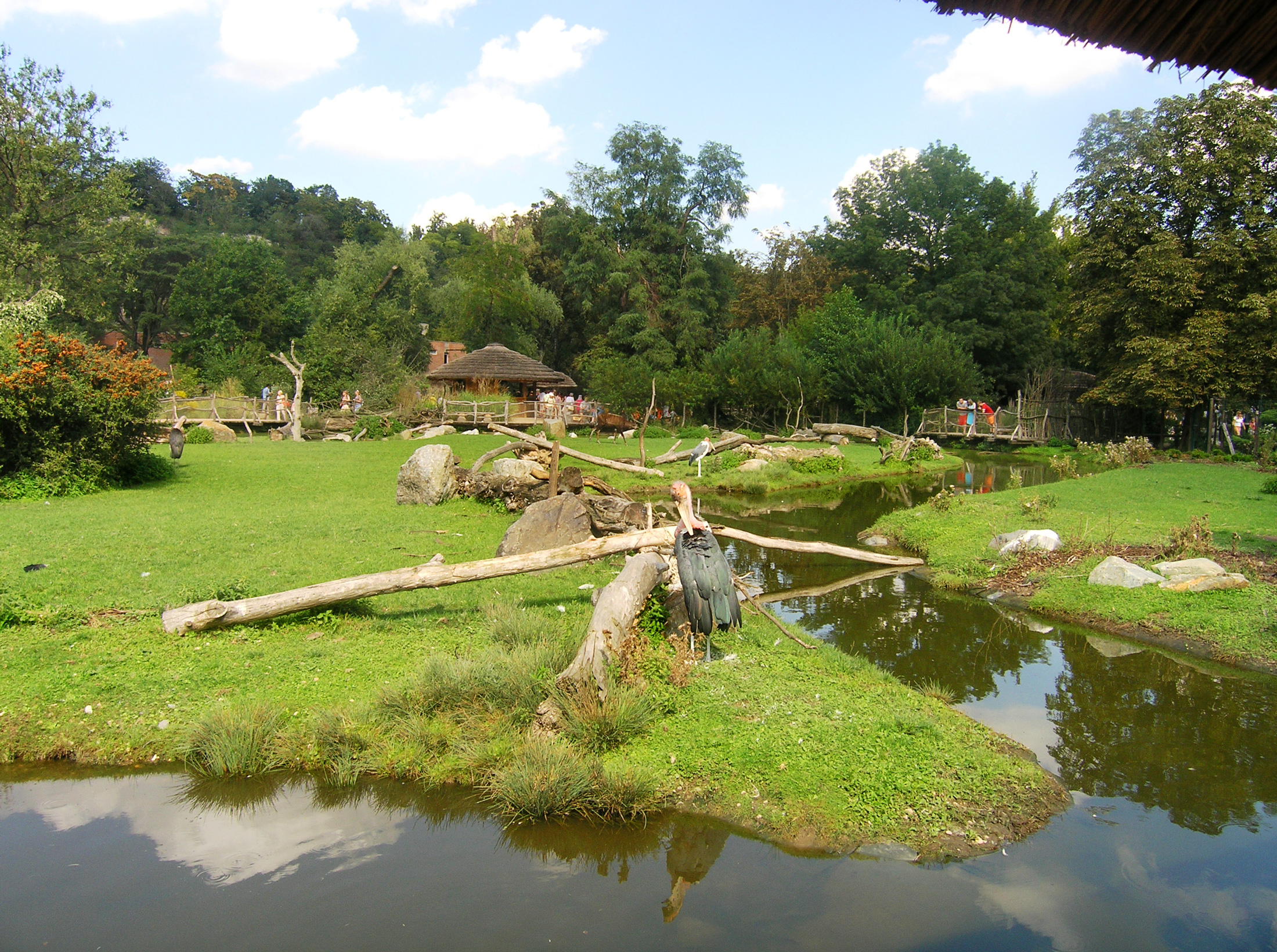
Expozice „Vodní svět“ v Zoo Praha

### Zoo Praha
Jednou z nejznámějších českých zoo je Zoologická zahrada hlavního města Prahy. Chová přes 600 druhů zvířat, z nichž typický je kůň Převalského, kterého má zahrada i ve znaku a jehož celosvětovou plemennou knihu vede. Dalšími atraktivními zvířaty jsou sloni, tygři, lachtani, tučňáci a gorily, v poslední době i varani komodští nebo gaviálové.
Na věhlasu Zoo Praha mají zásluhy především tři ředitelé:
- Jiří Janda – její zakladatel a první ředitel, který se 30 let snažil o založení zoo v Praze
- Zdeněk Veselovský – dlouholetý ředitel, který se i přes těžké podmínky v dobách socialismu zasloužil zejména o její ohlas v odborném světě
- Petr Fejk – zasadil se o výraznou modernizací zoologické zahrady a její zatraktivnění pro návštěvníky (nové typy výběhů, zlepšený vzhled pavilónů)

### Další významné zoologické zahrady v Česku

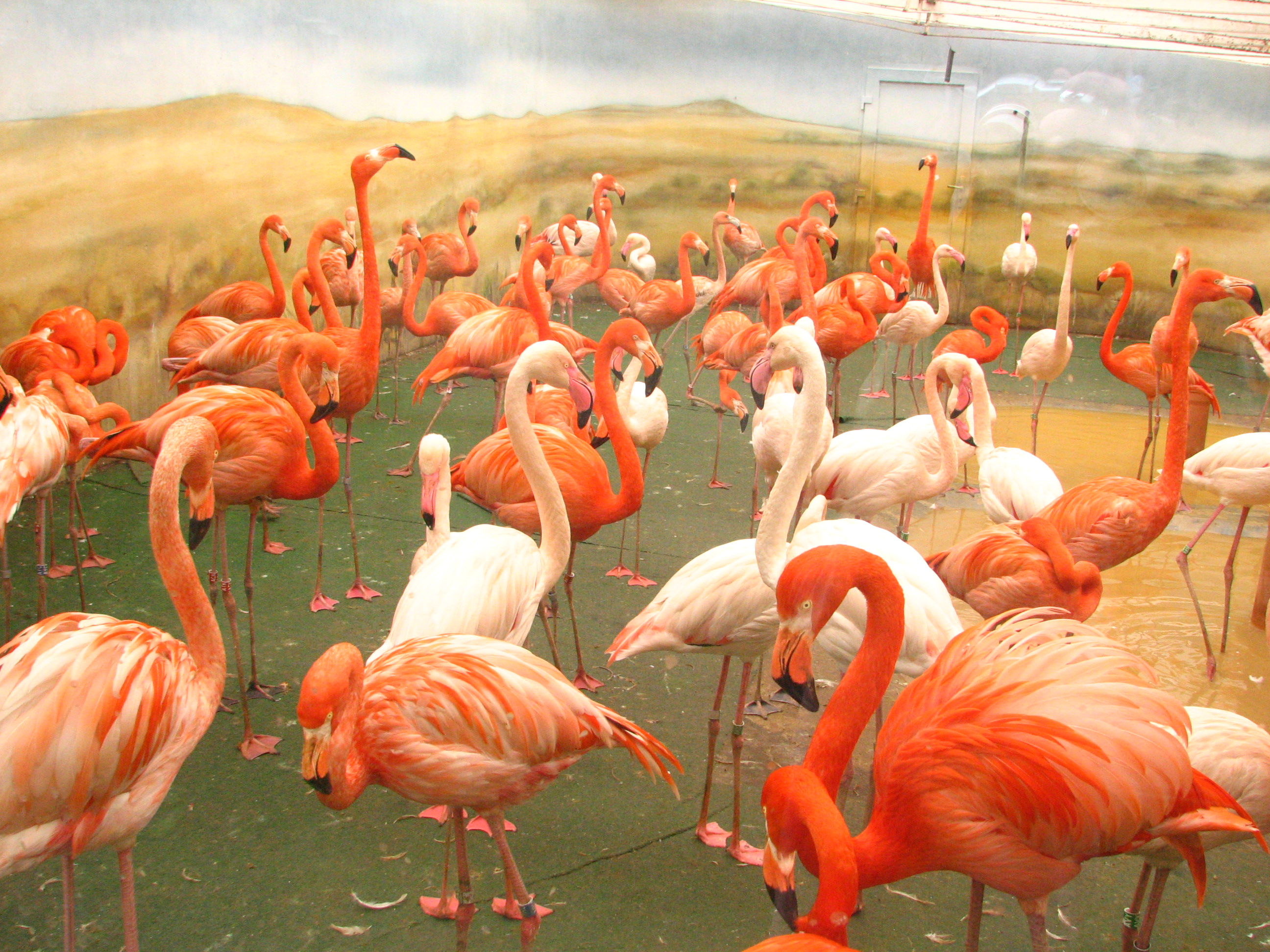
Expozice plameňáků v ZOO Dvůr Králové

Nejstarší zoologická zahrada na českém území je zoo Liberec, která byla založena v roce 1919. Po pražské zoo je nejnavštěvovanější zoo ve Zlíně, umístěná v atraktivním prostředí anglického parku u zámku Lešná. Následují nově zrekonstruována zoo v Ostravě a zoo v Plzni, která v rámci České republiky chová nejvíce zvířat, žije zde téměř 7000 zvířat v 1210 druzích.
Proslulá je zoo Dvůr Králové, kterou proslavil zejména v 70. letech 20. století její tehdejší ředitel, vynikající zoolog a cestovatel Josef Vágner. Založil zde v Česku unikátní africké safari: 30 ha velké výběhy s volně vypuštěnými stády afrických kopytníků a ptáků. Návštěvníky vozí přímo mezi zvířata safaribusy. Aktuální název zahrady je Safaripark.
Forma safari je k dispozici také v chomutovském zooparku, který je rozlohou největší z českých zoo, rozkládá se na 112 hektarech a specializuje se na chov zvířat z oblasti Eurasie. Safari má rovněž zoo v Olomouci a významná je také zoo v Ústí nad Labem. Nejmenší rozlohu má zoo Hodonín a zoo Chleby.

### Ohrožené druhy
Na prvním místě v počtu celosvětově chráněných druhů je pražská a plzeňská zoo, z nichž každá chová téměř 250 druhů. V počtu ohrožených živočichů v Česku je na prvním místě malá Zoo Hluboká (u Hluboké nad Vltavou), která má přes 50 těchto druhů. Na chov české a evropské fauny se specializují také Zoo Děčín a Podkrušnohorský zoopark Chomutov. Zoopark ve Vyškově je zase zajímavý specializací na chov exotických a krajových plemen domácích zvířat.
Méně dobrou pověst mají Zoo Brno a Zoo Ústí nad Labem, především vinou zastaralých, dosluhujících ubikací. I tyto zahrady se však mohou pochlubit zajímavými expozicemi a pozoruhodnými chovatelskými úspěchy.[zdroj?]
V posledních deseti letech se v českých zoo projevuje trend rozčlenění prostoru zahrady podle geografických oblastí. Nejvýrazněji se tato tendence projevuje v plzeňské a zlínské zoo, ale projevuje se i v nové rekonstrukci zahrad v Jihlavě a Ostravě, do budoucna plánuje obdobnou koncepci i Zoo Olomouc.

## Legislativa

### Česká republika
Zoologickou zahradou (Zoo) smí být v Česku označováno pouze zařízení, které od Ministerstva životního prostředí obdrželo licenci k provozování zoologických zahrad. To ji vydává na základě zákona č. 162/2003 Sb., o podmínkách provozování zoologických zahrad, který vychází z evropské směrnice č. 1999/22/ES.
Při vydávání licence se posuzuje zejména, zda zařízení
- má vhodné zařízení na ustájení živočichů z pohledu jejich zdraví a vhodných životních podmínek
- má zavedené opatření k zabránění úniků živočichů
- má zajištěnu pravidelnou veterinární péči
- provádí výchovu veřejnosti k ochraně přírody (zejména poskytováním informací o vystavených druzích, jejich přírodních stanovištích a úloze v ekosystémech)
- účastní se výzkumu prospěšného pro ochranu druhů
- má dostatek odborného personálu vzhledem k počtu chovaných živočichů.

### USA
Ve Spojených státech amerických musí mít jakýkoliv veřejný zvířecí výběh licenci a podléhá inspekci mimo jiné těchto úřadů: United States Department of Agriculture, United States Environmental Protection Agency, Drug Enforcement Administration, Occupational Safety and Health Administration. V závislosti na tom, jaká zvířata vystavují mohou podléhat zákonům (např. Endangered Species Act, the Animal Welfare Act, the Migratory Bird Treaty Act of 1918 aj.). V Severní Americe mohou zoo zažádat o akreditaci vydávanou Asociací zoo a akvárií (dále AZA). K jejímu získání musí splnit požadavky AZA na zdraví a blaho zvířat, financování, vzdělání zaměstnanců a zapojení do globálních konzervačních snah. Inspekci provádí tři odborníci (obvykle veterinář, odborník na péči o zvířata a odborník na management zoo), posléze její výstup hodnotí panel dvanácti dalších odborníků, kteří o udělení akreditace rozhodnou. Tento proces je opakován po pěti letech. AZA odhaduje, že z celkem 2400 vydaných licencí (údaj z února 2007) je akreditováno méně než 10 %.

## Kritika přínosu vzdělávací funkce
Biolog Marc Bekoff ve své knize „Na zvířatech záleží“ uvádí následující fakta jako protiargumenty proti tvrzení, že zoo přispívá k rozvoji znalostí a podporuje myšlenku ochranu přírody:
Michael Kruger z Informačního centra pohody zvířat zjistil, že doba, kterou stráví průměrný návštěvník zoo před jednou expozicí, se pohybuje od 30 sekund do dvou minut. Informační panely čtou návštěvníci jen některé. Dle průzkumů je převážným důvodem návštěvy zoo touha pobavit se. Dle studie provedené v Edinburské zoo pouhá 4 % návštěvníků jdou do zoo kvůli vzdělání. Nikdo vysloveně neuvedl, že by šel do zoo kvůli podpoření myšlenky na ochranu přírody. Dokladů pro tvrzení, že v zoo se lidé něčemu naučí nebo že návštěva zoo rozvine postoj vedoucí k ochraně přírody, je velmi málo. 
V Evropě je situace poněkud lepší, zvláště u oblíbených a návštěvnicky atraktivních druhů zvířat jako jsou kočkovité šelmy, medvědi, primáti, žirafy, sloni, z ptáků např. papoušci a tučňáci. V každé zoo jsou však chována i zvířata, která pro návštěvníky moc atraktivní nejsou, jako např. většina druhů antilop, divoké kozy a ovce nebo vrubozobí ptáci (husy, kachny), přestože se často jedná o zvířata velmi cenná z hlediska záchranných programů a ochrany ohrožených druhů.